# Bretanja
Bretanja (francosko Bretagne, bretonsko Breizh, galsko Bertaèyn) je severozahodna francoska regija ob Atlantskem oceanu. Njeno glavno mesto je Rennes.
Uradni jezik v Bretanji je francoščina, vendar se ponekod še uporablja bretonščina.

## Geografija
Regija leži na skrajnem severozahodu Francije ob Atlantskem oceanu, med Biskajskim zalivom na jugu in Rokavskim prelivom na severu. Na severovzhodu meji na regijo Spodnjo Normandijo, na vzhodu in jugovzhodu pa na regijo Loire.

### Večje občine
Naslednja tabela je seznam mest v Bretanji, kjer živi več kot 15.000 prebivalcev. Rennes se nahaja na vzhodu Bretanje in je glavno mesto regije, glavno mesto departmaja Ille-et-Vilaine, kot tudi najbolj naseljeno mesto v Bretanji.
| Mesto          | bretonsko ime   | Št. prebivalcev (2007) | Departma        |
| -------------- | --------------- | ---------------------- | --------------- |
| Rennes         | Roazhon         | 207,922                | Ille-et-Vilaine |
| Brest          | Brest           | 142,722                | Finistère       |
| Quimper        | Kemper          | 63,961                 | Finistère       |
| Lorient        | An Oriant       | 58,135                 | Morbihan        |
| Vannes         | Gwened          | 52,984                 | Morbihan        |
| Saint-Malo     | Sant-Maloù      | 48,563                 | Ille-et-Vilaine |
| Saint-Brieuc   | Sant-Brieg      | 46,178                 | Côtes-d'Armor   |
| Lanester       | Lannarstêr      | 22,598                 | Morbihan        |
| Fougères       | Felger          | 20,678                 | Ille-et-Vilaine |
| Concarneau     | Konk Kerne      | 20,280                 | Finistère       |
| Lannion        | Lannuon         | 19,773                 | Côtes-d'Armor   |
| Plœmeur        | Plañvour        | 18,509                 | Morbihan        |
| Vitré          | Gwitreg         | 16,691                 | Ille-et-Vilaine |
| Morlaix        | Montroulez      | 15,605                 | Finistère       |
| Douarnenez     | Douarnenez      | 15,436                 | Finistère       |
| Cesson-Sévigné | Saozon-Sevigneg | 15,261                 | Ille-et-Vilaine |
| Bruz           | Bruz            | 15,031                 | Ille-et-Vilaine |

### Obseg
Regija Bretanja je sestavljena iz 80% bivše vojvodine in province Bretanje. Preostalih 20% province je del departmaja Loire-Atlantique, ki zdaj leži v regiji Pays de la Loire, katere glavno mesto Nantes, je bilo zgodovinsko glavno mesto vojvodine Bretanje.
Del razloga, zakaj se je Bretanja razdelila med dve današnji regiji je bil, izogniti se rivalstvu med mestoma Rennes in Nantes. Čeprav je bil Nantes glavno mesto vojvodine Bretanje do šestnajstega stoletja, je bil Rennes sedež vrhovnega sodišča vojvodine med 1560 in 1789. Rennes je bil sedež uprave intendanta Bretanje med 1689 in 1789 in najpomembnejša upravna enota Kraljevine Francije v sedemnajstem in osemnajstem stoletju. Kot je bilo za provincialne države Bretanje navada, je imela zakonodajno telo, ki je zasedalo vsaki dve leti v drugem mestu Bretanje, v Rennesu v letu 1728 in 1789, ne pa v letih 1730, 1758 in 1760. Chambre des comptes je ostala v Nantesu do leta 1789. Od leta 1381 do konca petnajstega stoletja je, kot upravna prestolnica vojvodine služil Vannes (Gwened' v bretonščini), preostali sedež  Chambre des comptes do 1490-tih in tudi sedež Parlementa do 1553 in nato ponovno med letoma 1675 in 1689.
Francoske regije iz leta 1956 in so nastale z združevanjem departmajev. V Bretanji, je to privedlo do ustanovitve nove regije Bretanje, ki vključuje le pet od zgodovinskih Bretonskih departmajev. Izraz region je bil uradno določen z zakonom decentralizacije (2. marca 1982), ki je dal regijam njihov pravni status. Neposredne volitve za prve regionalne predstavnike v EU so bile 16. marca 1986. 
Nekateri ljudje v Bretanji in Nantesu še naprej protestirajo proti delitvi starodavnega ozemlja Bretanje v upanju, da bodo videli departma Loire-Atlantique dodan v bretonsko regijo, da bi obnovili zgodovinsko vojvodstvo Bretanjo. Vendar pa taka združitev sproža druga vprašanja: prvič, kaj storiti s preostankom sedanjega departmaja Loire in drugič, katero mesto izbrati kot prestolnico tako združene Bretanje.

## Zgodovina
Zgodovina Bretanje se lahko nanaša na celotno zgodovino Armoricanskega polotoka ali samo za vzpostavitev in razvoj specifične britske kulture in države v zgodnjem srednjem veku in o nadaljnji zgodovini te države.
Prebretonska Armorica vsebuje starodavno megalitsko kulturo v območju in keltska plemenska območja, ki so obstajala pred rimsko vladavino. Po propadu Rimskega cesarstva so se dogajale velike selitve iz Velike Britanije, kar je vodilo do ustanovitve britanskih kolonij sprva povezanih z domovino v Cornwallu, Devonu in Walesu. Svobodno Bretonsko kraljestvo se je kasneje razvilo v vojvodino Bretanjo, preden je bila poenotena s Francijo in postala provinca. Po francoski revoluciji je bila Bretanja kot upravna enota ukinjena, vendar je nadaljevala ohranjati značilno kulturno identiteto. Njen upravni obstoj je bil ponovno vzpostavljen v sredini 20. stoletja, a v zmanjšani velikosti, kot regija Bretanja.

### Prazgodovina

#### Kamena doba
Paleolitik
Paleolitsko obdobje Bretanje se giblje od 700.000 do 10.000 let pred našim štetjem. Sledove so našli v srednjem delu doline reke Vilaine, v kamnolomu v Saint-Malo-de-Phily. Najstarejši sledovi habitata so v Saint-Colomban v Carnacu, kot oblika naselij, zgrajenih v naravnih zavetiščih (pečine ustvarjene z erozijo vzdolž obal). Poleg proda, so tam našli bifaces; datumi nahajališča je 300.000 pr. n. št. Acheulian bifacials iz tega obdobja so našli vzdolž morske obale (Treguennec, Hôpital-Camfrout ali Pléneuf). Najstarejši sledovi uporabe ognja so najdeni na lokaciji Menez Dregan z datumom nekje do 400.000 let pred našim štetjem. Nekaj skupin ljudi so iz lovcev takrat postali nabiralci.
Iz srednje mousterjanske dobe sta dve nerešeni znamenitosti na tem območju, Mont-Dol, kjer so našli strgala stara do 70.000 let, kot tudi Goaréva na otoku Bréhat.
Zgornji paleolitik je značilen s prefinjenimi orodji, kot so noži in lamele najdene v Beg-ar-It Hastel v Kerlouanu ali pri Plasenn-al-Lomm na otoku Bréhat. Neposlikana jama se tudi nahaja v območju, a verjetno zaradi dviga ravni morske vode v kasnejšem obdobju zapuščena. Podobna jama je znana v Saulgesu. Paleolitik se je v regiji končal okrog 10.000 pr. n. št.
Mezolitik
Mezolitik je v regiji trajal od leta 10.000 do 5000 pred našim štetjem, kar ustreza koncu zadnje ledene dobe in dvigu vodne gladine. Stepsko vegetacijo je nadomestila vegetacijo breze, bora, leske, hrasta in bresta; veliki sesalci so se umaknili manjšim živalim, kot so jelen ali divji prašič. Moški so opustili lov in udomačili prve domače živali. Populacija se je večala v glavnem na južni obali. Najdbe iz tega obdobja so okostnjaki povprečne velikosti 1,59 m za moške in 1,52 m za ženske.
Človeška tehnologija je napredovala, velikost kamnitih orodij, ki tvorijo mikrolite, se je zmanjšala. Človeška družba je bila bolj strukturirana, s stopnjo specializacije dejavnosti v skupnosti (kot je nakazano s študijami grobnic Téviec) in začetki umetniškega izražanja.  Sledovi umrlih nastanejo zaradi orodij, kot so puščice, kar je vidno na nekaterih okostnjakih in potrjuje nasilne konflikte med različnimi skupnostmi.
Neolitik
Neolitik, ki se razteza od 5000 do 2000 pred našim štetjem, kaže prihod kmetijstva, ki temelji na požigalništvu. Zemljišče je bilo iztrgano iz gozda, potem ko so ga požgali in ga uporabljali za vzgojo trave. Ta evolucija je bila možna z razvojem metod pridobivanja kamna in njihovega oblikovanja. V kamnolomu v Plussulienu, je bilo na leto pridobljeno okoli 5000 diabaznih osi, kar predstavlja 40% osi Bretonskega polotoka. Ta orodja so se razširila po pariškem bazenu, 10 kopij so našli v Belgiji in v južni Angliji. Regija je uvažala rumena kremenova rezila iz Touraine.
To obdobje je bilo opazno v razvoju megalitskih spomenikov zaradi znatne gospodarske rasti. Dve izmed najstarejših lokacij, gomila Barnenez in Petit-Mont, katerih starost sega v leto 5000 pred našim štetjem, dokazujejo podobnosti v enotnosti kulture na polotoku. Ta tip konstrukcij se je sčasoma razvijal in zagotovil več regionalnih variant. V grobiščih so našli gravure podobne tistim v irski lokaciji Newgrange.
Našli so tudi menhirje. Najvišji znan stoji v regiji Leon, kjer je največji, to je Kerloas, ki se dviga 9,50 m visoko. Največji doslej postavljen se nahaja v južni Bretanji v Locmariaquerju, megalit v višino meri 18,5 m. Na njem so rudi reliefi. Njihove funkcije so bile številne: indikator grobov, astronomskih in topografskih značilnosti ali odraža čaščenje vode. Zadnji menhirji so bili postavljeni okoli 1800-1500 pr. n. št. Ti so lahko kombinirani v eno ali več vrst ali v krogih ali polkrogih.

#### Železna doba
V rimskih virih so navedena različna plemena kot Veneti, Armoričani, Osimii, Namnetes in Coriosolites. Strabon in Posidonij opisujeta Armoričane kot pripadnike Belgov.
Armoričanske zlatnike najdemo tudi v Porenju.
Soline so bile v pozni latenski dobi razširjene v Severni Armorici, na primer pri Trégorju, Ebihensu in Enez Vihanu blizu Pleumeur-Bodouja (Côtes d'Armor) in na otoku Yoc'h v bližini Landuveza (Finistère).
Po ocenah so v Ebihensu proizvedli od 40-55 kg soli na peč. Vsaka peč je bila dolga približno 2 m. Lokacija sega v konec zgodnje latenske ali srednje latenske dobe. Našli so številne ostanke zidov. Pri Tregorju, je bila tipična boudins de Calage (ročna opeka), dolga med 2,5 in 15 cm in s premerom 4-7 cm. Na solinah v Landrellec in Enez Vihan pri Pleumeur-Bodou so bili izkopani pravokotni ostanki peči 2,5-3 m dolge in široke približno 1 m, izdelani so iz kamnov in gline. Na zalivu Morbihan so do sedaj našli približno 50 solin v glavnem s konca latenske dobe.

### Rimska doba
Leta 56 pred našim štetjem so območje zasedli Rimljani pod vodstvom Julija Cezarja. Glavni  odpor so nudili Veneti. Po porazu so bili njihovi voditelji ubiti, ljudje pa prodani kot sužnji. Rimljani so imenovali okrožje Armorica (latinizirano iz keltske besede, ki pomeni "obalno območje"), del pokrajine Lugdunska Galija. Današnji departma Côtes-d'Armor je prevzel staro ime. Po Dioklecijanovih reformah, je bila del škofije Galliarum.
Posledica vstaje v Bagaudae v 3. stoletju so bili nemiri in izseljevanja, številne vasi so bile uničene. V času vladanja Konstantina (307-350) je prišlo do nekega preporoda. Kovali so številne kovance. Pri tractus Armoricanus so bile zgrajene nove utrdbe, na primer v Brestu, Avranches in Le Yaudetu. Notitia Dignitatum (okoli leta 400) omenja število lokalnih enot imenovanih Traktus Armoricanus et nervicanus, na primer mavretanskih vojakov na ozemlju Venetov in Osmijev. Frankovski Laeti so bili prisotni v Rennesu. Običajno je krščanstvo datirano v pozno četrto stoletje, a je materialnih dokazov malo.

### Srednji vek

#### Zgodnji srednji vek
Okoli leta 380 je bilo veliko število Britov v rimski vojski nameščenih v Armorici. Historia Brittonum iz 9. stoletja navaja, da je cesar Magn Maksim, ki je umaknil rimsko vojsko iz Britanije, tam naselil vojake. Drugi britanski in valižanski avtorji (Gildas in Nennius) so mnenja , da je val jugozahodnih Britov, ki do se naselili v Armorikci, v naslednjih stoletjih, zapustil Anglosaško in Irsko. Sodobna arheologija podpira migracijo v dveh valovih. 
Ti Briti so dali regiji ime in prispevali Bretonski jezik Brezhoneg, sestrski jezik valižanščini in  kornijščini - (za Bretanjo se uporablja v angleščini naziv Little Britain za razliko od Velike Britanije - ulica v Londonu se imenuje Little Britain, kjer je bilo veleposlaništvo vojvodine Bretanje).
Conan Meriadoc, legendarni ustanovitelj hiše Rohan, je omenjen v srednjeveških valižanskih virih, kot da je vodil naselitev Bretanje s plačanci, ki so delali za Maksima. Velško besedilo The Dream of Maxen, ki vsebuje dejanske podatke o uzurpaciji Maksima navaja, da so poročili avtohtone ženske po izrezovanju njihovih jezikov, da bi ohranili čistost svojega jezika.  To bi bilo mogoče razložiti kot legendo, ki bi pojasnila velško (Britsko) ime Bretanje, Llydaw, kot da izvira iz lled-taw ali "pol tih". V bistvu izraz "Llydaw" ali "Ledav" v zgodnji bretonščini verjetno izhaja iz imena keltskega Litavis.
Obstajajo številni zapisi misijonarjev, ki so migrirali iz Britanije v drugem valu, predvsem Sedem ustanoviteljev svetnikov iz Bretanje in sv. Gildasa. Veliko bretonskih mest se imenuje po teh zgodnjih svetnikih. Irski svetnik Colombanus je tudi evangeliziral Bretanjo, na kar spominja sv. Kolumban v Carnacu.
Najzgodnejše znano besedilo v bretonskem jeziku, botanična razprava, sega v leto 590 (za primerjavo, najzgodnejša besedila v francoščini so iz leta 843). Večina zgodnjih srednjeveških rokopisov v bretonskem jeziku je bilo izgubljenih v času vpadov Vikingov.
V zgodnjem srednjem veku je bila Bretanja razdeljena med tri kraljestva - Domnonia (Domnonée v moderni fracoščini), Cornouaille (Kernev) in Bro Waroc'h (Bro Gwened) - ki so bila sčasoma vključena v vojvodino Bretanjo. Imena prvih dveh kraljestev izhajajo iz domovine preseljujočih Britov (Devon in Cornwall). Bro Waroc'h ("dežela Waroch") pa izhaja iz imena enega od prvih znanih vladarjev Bretonov, ki je obvladoval območje Vannes (Gwrned). Vladarji Domnonie kot je bil Conomor, so skušali razširiti svoje ozemlje (vključno z deleži v britanskem Devonu in Cornwallu).

#### Odpor proti Frankom
V 9. stoletju so Bretonci nasprotovali vključitvi v frankovsko Karolinško cesarstvo. Prvo poenotenje vojvodstva Bretanje je bilo ustanovljeno pod Nominoejem (prvi vojvoda Bretanje, ki je vladal od 846 do smrti). Po uspešnem zgledu Cornisha leta 722 v bitki pri Hehilu (lokacija negotova), ki je pomagala ustaviti Anglosaško osvajanje Cornwalla, so Bretonci naredili prijazno uverturo danskim Vikingom, ki so pomagali zadržati frankovske ekspanzionistične ideje. Ko je bilo leta 843 Karolinško cesarstvo razdeljeno, je Nominoe spretno izkoristil zmedo in utrdil svoje ozemlje. V zavezništvu z Lambertom II. iz Nantesa in vikinškim vojskovodjem Hasteinom, je Nominoev sin Erispoe premagal Franke v bitki pri Messacu. Leta 845 je bretonska vojska pod vodstvom Nominoeja premagala vojsko Karla Plešastega, kralja Zahodnofrankovsko kraljestvo, v bitki pri Ballonu, v vzhodnem delu Bretanje v bližini Redona in frankovske meje. Nominoe je pridobil nadzor nad večjimi mesti Rennes in Nantes, ki sta predhodno oblikovali del frankovskega obmejnega območja, znanega kot Bretonska marka.
Nadzor nad Rennesom, Nantesom in Pays de Retzom je bil zagotovljen, ko je bila frankovska vojska spet poražena leta 851 v bitki pri Jenglandu s strani Bretoncev pod vodstvom Erispoeja. Karel Plešasti je posledično priznal neodvisnost Bretanje, meje so bile opredeljene kot zgodovinska vojvodina in kasneje provinca. Pod Erispoejevim naslednikom Solomonom Hasteinom so se Vikingi in Bretonci leta 865 združili in porazili frankovsko vojsko v bitki pri Brissartheju, v bližini današnjega Le Mansa. Dva frankovska voditelja, Roberta Stronga in Ranulfa, so pobili Vikingi. Franki so bili prisiljeni potrditi neodvisnost Bretanje in razširili Salomonovo ozemlje. Kot pri Cornwallu leta 722, so Vikingi taktično pomagali Bretonskim zaveznikom pri uničujočem plenjenju po frankovskem kraljestvu.

#### Visoki srednji vek
Bretonski delež v uporu leta 1173-1174, je bil stranski tir upora zoper Henrika II. Angleškega. Henrikov sin Geoffrey II., vojvoda Bretonski, nesojeni vojvodina Bretanje, se je upiral poskusu očeta da aneksira Bretanjo v posest angleške krone. Geoffroyev sin Arthur I., vojvoda Bretonski je nato vladal (1186-1203) do svoje smrti, morda atentata na podlagi naročila kralja Janeza.
Leta 1185 je Geoffrey II. podpisal Count Geoffrey's Assise, s čimer je zaukazal razdelitev fevdov in krepitev fevdalnega sistema v Bretanji.
Leta 1213 je z namenom okrepiti svojo moč v Bretanji, kralj Francije Filip II. August postavil capetianskega kneza Petra Dreux Mauclerca kot upravitelja vojvodine in mentorja sinu, Jehanu, vojvodi Bretonskem. To je bil tusti Peter Mauclerc, ki je uvedel uporabo hermelina v Bretonski grb.
V 14. in 15. stoletju so bila priznana razlikovanja galsko govoreče Britannia Gallicana (zdaj Zgornja Bretanja) in bretonsko govoreče Britannia britonizans (zdaj Spodnja Bretanja).
Bretonska vojna za nasledstvo se je odvijala med letoma 1341-1364. Delila naj bi si jo polbrat zadnjega vojvode, Janez Montfort (podpirali so ga Angleži) in njegova nečakinja, Joanna iz Penthièvre, ki je bila poročena s Karlom Bloisom (Karel I., vojvoda Bretonski), nečakom francoskega kralja. Ta dolgotrajen konflikt, del stoletne vojne, je prešel v legendo. Njen izid je bil odločen v bitki pri Aurayu leta 1364, kjer je hiša Montfort slavila zmago. Po prvi pogodbi iz Guerande, je Joanna iz Penthièvre abdicirala v korist Janeza Osvajalca (Janez V., vojvoda Bretonski). Rezultat je bil v Bretanji uvedena modificirana oblika Saliskega zakonika.
Sredi konflikta leta 1352 so bila ustanovljena États de Bretagne ali bretonska posestva. Ta so se razvila v parlement vojvodine.
Janez IV. še pobegnil v izgnanstvo v Anglijo leta 1373. Višje plemstvo tistega časa, kot so hiša Coëtmen-Penthievre ali hiša Rouge, potomci bretonskih kraljev, so odločno podprli Penthièvre v večkratnih bojih med Montforti in vojaki Penthievreja. Kralj Francije Karel V. je imenoval za generalnega poročnika Bretanje svojega brata, vojvodo Anžujskega (tudi sin v zakonu z Joanno de Penthièvre). Leta 1378 je kralj Francije skušal aneksirati Bretanjo, kar je izzvalo Bretonci, da so odpoklicali iz izgnanstva Janeza IV. Druga pogodba iz Guérande (1381) je ustanovila nevtralnost Bretanje je v anglo-francoskem konfliktu, čeprav je Janez IV. v nadaljevanju prisegel zvestobo Karlu VI..
Leta 1420 je bil vojvoda Janez V. ugrabil grofa Penthievrea, sina Joanne de Penthièvre. Janezova žena, vojvodinja Joanna Francoska je oblegala upornike in osvobodila moža.
Leta 1464 je bil objavljen Catholicon, bretonsko-latinsko-angleški slovar, delo Jehana Lagadeuca. Ta knjiga je prvi trojezični slovar na svetu, prvi slovar bretonski slovar in prvi francoski slovar.
Vojska Kraljevine Francije je s pomočjo 5.000 plačancev iz Švice in Italije, porazila bretonsko vojsko leta 1488 in zadnji vojvoda neodvisne Bretanje, Franc II., je bil prisiljen podpisati pogodbo, ki daje kralju Francije pravico, da določi poroko knežje hčerke, 12-letnega dekleta, dediča vojvodine. Vojvodinja Ana je bila zadnji neodvisni vladar vojvodine, ko je bila prisiljena, da na koncu poroči Ludvika XII. Francoskega. Vojvodina pripade po njeni smrti hčerki Claude, toda njen mož Franc I. Francoski leta 1532 vključi vojvodino v  Kraljevino Francijo z razglasom Unije med Bretanjo in Francijo (Union de la Bretagne à la France), ki je bila registrirana kot dežela Bretanja.

### Moderna doba
Po letu 1532 je Bretanja obdržala določeno davčno in zakonodajno avtonomijo, ki jo je branila s stanovi Bretanje kljub naraščajočemu vplivu kraljevskega absolutizma. Bretanja je ostala v celoti v obdobju Hugenotov in verskih vojn močno katoliška, čeprav je protestantizem nekoliko napredoval v Nantesu in nekaj drugih področjih. Med 1590-1598, v času vojne Katoliške lige, je Filip Emmanuel, vojvoda Mercœur (guverner Bretanje in mož grofice de Penthièvre) zahteval, da se sam razglasi za vojvodo Bretanje in se povezal s Filipom II. Španskim. Pozneje je po drugi strani, postavil hčerko Isabello na čelo rekonstituirane Bretanje. Henrik IV. Francoski pa je Mercœurju omogočil častno predajo.
V času Colberta, Bretanja koristi francosko mornarico za širitev. Zgradili so večja pristanišča ali obnovili Saint-Malo, Brest in Lorient in Bretonci so postali vodilna komponenta francoske mornarice. Bretonci so igrali pomembno vlogo pri kolonizaciji Nove Francije in Zahodne Indije.
Leta 1675 so se uporniki v škofiji Cornouaille in drugod dvignil v uporu znanem kot  Bonnets Rouges (rdeče kape). Uporniki, v stiku s Nizozemsko, so pričakovali pomoč, ki ni nikoli prišla. Sébastiana Ar Balpa, vodjo upora, je ubil Marquis de Montgaillard, upor je bil zatrta in na stotine Bretoncev so obesili ali razčetverili. Madame de Sévigné je trdila, da so francoski vojaki nastanjeni v Rennesu pražili bretonskega dojenčka na ražnju.
V zaroti Pontcallec leta 1720, so člani malega plemstva v sodelovanju s Španijo, vodili davčni upor proti Régence. Markiz de Pontcallec in trije drugi so poskusili in izvedli v Nantesu vstajo.
V 18. stoletju se je Nantes povečal in postal eno od najpomembnejših gospodarskih središč v Franciji. Hrbtenica Nantesove blaginje je bila čezatlatska trgovina s sužnji.
4. avgusta 1789 je Državna ustavodajna skupščina v Parizu soglasno razglasila odpravo fevdalnih privilegijev. Ti so vključevali privilegije provinc kot je bila Bretanja. Tako je Bretanja izgubila pravni obstoj, samostojnost, Parlement in upravne, davčne in pravne posebnosti zajamčene z ediktom Zveze iz leta 1532. Čeprav je Bretonski klub (bolj znan kot jakobinci) v Parizu sprožil postopek k odpravi fevdalnih razlik, se je odločitev izkazala za bolj nepriljubljeno v Bretanji, kjer so zamerili izgubo lokalne samouprave in bolj anti-administrativni značaj revolucije. Veliko Bretoncev je sodelovalo kot del Chouannerie,  rojalistični uporniki s podporo Velike Britanije in zavezništva z vstajo v Vendée. Bretanja je tako postala žarišče odpora do francoske revolucije.
Ozemlje Bretanje je bilo razdeljen leta 1789 na pet departmajev, delno na podlagi prejšnjih, imenovanih présidiaux, ki so zamenjale srednjeveške bailliages.

#### Porevolucionarno obdobje
V 19. stoletju je Bretanja pridobila sloves brezčasne avtarkije, kot romantiki je razvila podobo pokrajine kot branika kmečkega tradicionalizma, verskih festivalov in divje pokrajine. Hkrati je bretonsko življenje postalo bolj integrirano s preostalo Francijo, zlasti v okviru Tretje republike.
Bretanja je imela svoja regionalistična in separatistična gibanja, ki so imela različen uspeh na volitvah in drugih političnih tekmovanjih. Moderen bretonski nacionalizem se je razvil ob koncu 19. in v začetku 20. stoletja. Glavni del teh gibanj se je nahajal znotraj katoliške tradicionalistične družbe. Po letu 1944 je bil bretonski nacionalizem zelo omajan zahvaljujoč sodelovanju številnih uglednih nacionalistov (kot Roparz Hemon) z nacisti, ki so med drugo svetovno vojno zasedli Bretanjo, skupaj z večino ostale francoske države. Po drugi strani, so drugi bretonski nacionalisti sodelovali v Odporu. Bretanja je igrala zelo pomembno vlogo v odporu zaradi bližine Velike Britanije, razmeroma razgibane krajine in prisotnosti pomembnih pomorskih objektov. Vendar pa so med drugo svetovno vojno zavezniki bombardirali Bretanjo skupaj s preostalim delom severne Francije s takšno močjo, da je veliko mest skoraj prenehalo obstajati. Ubitih je bilo več tisoč francoskih državljanov.
Ko je bila Francija razdeljena na upravne regije v času Vichyske vlade, so bile v uradno regijo Bretanjo vključena le štirih od petih tradicionalnih deparmajev. Nevključitev Loire-Atlantique, ki vsebuje Nantes (enega od dveh tradicionalnih bretonskih glavnih mest) regijo Bretanjo, je stvar neprestanih polemik.
Eksperimentalna jedrska elektrarna je bila zgrajena na Brennilis v Monts d'Arrée leta 1960. Delovala je približno deset let, od leta 1988 je v procesu razstavljanja. To je bilo prvič, da je jedrska elektrarna v Franciji razstavljena.
Od leta 1960 se je zlasti bretonski nacionalizem razvil v močan levičarski značaj, poleg tradicionalistične katoliške družbe. Nekatere skupine, kot so ARB, marginalne celo v nacionalističnih krogih, so na naslovnicah s sabotažami najbolj simboličnih ciljev.
V marcu 1972 so delavci v Skupini Français, tovarni v Saint-Brieucu stavkali, da bi dosegli povišanje plač. Stavka je trajala osem tednov.
Od leta 1940 je uporaba bretonščine strmo upadla. V večini bretonsko govorečih skupnostih, je postalo neobičajno za otroke rojene po letu 1945, da se učijo veeč jezikov poleg francoščine. Po drugi strani pa je imela bretonščina večjo podporo med intelektualci in strokovnjaki od leta 1970 dalje. Gibanje Diwan je poskušalo zajeziti izgubljanje mladih govorcev bretonščine s potopnimi dvojezičnimi šolami.
16. marca 1978 je supertanker Amoco Cadiz nasedel nekaj sto metrov od obale majhnega pristanišča Portsall v Ploudalmezeau. Rezultat je bilo peto največje razlitje nafte v svetovni zgodovini, ki je močno prizadela severno in severozahodno obalo Bretanje.
V februarju in marcu 1980 so prebivalci občine Plogoff, ki vsebuje Pointe du Raz, preprečili gradnjo generatorja jedrske elektrarne v njihovi občini, kljub padalcem in helikopterjem, ki jih je poslala vlada. Imeli so široko podporo medijev. Projekt elektrarne je bil opuščen po predsedniških volitvah leta 1981, ki je na oblast prinesel Françoisa Mitterranda.
Leta 2014 so Bonnets Rouges uničili na stotine hitrostih avtocestih kamer, davčnih portalov in davčnih uradov v njihovi uspešni kampanji za odpravo "ecotaxe".

## Politika
Regijo Bretanjo upravlja regionalni svet Bretanje (Conseil régional de Bretagne).
Regija je bila tradicionalno konzervativna in krščansko demokratična regija, z izjemo departmaja Côtes-d'Armor, dolgoletne trdnjave politične levice. Vendar pa se je celotna Bretanja pred kratkim premaknila proti levi, leta 2004 so izvolili Jean-Yves Le Driana kot svojega prvega socialističnega regionalnega predsednika in na predsedniških volitvah leta 2007 glasovali za socialistično Ségolène Royal. Podpora francoski komunistični partiji je v veliki meri osredotočena na jugo-zahodno od Côtes -d'Armor in severozahodno Morbihan. Zeleni in druge okoljevarstvene stranke so že tradicionalno močne v regiji, še posebej v mestih, kot sta Rennes ali Quimper. Regija je bila ena redkih, ki je glasovala "ZA" evropsko ustavo na referendumu leta 2005 in Bretanja nadaljuje biti, skupaj z Alzacijo, močno pro-evropska regija.

## Transport
V Bretanji je več letališč, ki povezujejo destinacije v Evropi. Hitri vlak TGV povezuje regijo z mesti kot so Pariz, Lyon, Marseille, Lille in v drugimi v Franciji. Poleg tega obstajajo trajektne linije za potnike, vozila in tovor na Irsko, v Združeno kraljestvo in na Kanalske otoke.